# Serge Djiehoua

[2020-2021] CS Blénod
2022-... FC Verny Louvigny
Serge Pacôme Djiéhoua, né le 25 septembre 1983 à Abidjan en Côte d'Ivoire, est un footballeur professionnel ivoirien, évoluant au poste d'attaquant.

## Carrière
Il détient le record du carton rouge le plus rapide après être rentré en cours de jeu (3 secondes)